# Niccolò Fabi (1998)
Niccolò Fabi è il secondo album in studio del cantautore italiano omonimo, pubblicato nel 1998.

## Il disco
Al contrario dell'album d'esordio Il giardiniere, che contiene parecchie canzoni dal testo leggero e ironico, in questo lavoro Fabi comincia a mostrare anche il suo lato più intimo e riflessivo. L'album è anticipato dalla sua partecipazione al Festival di Sanremo 1998, dove presenta Lasciarsi un giorno a Roma.
Il resto dell'album vanta numerose collaborazioni in fase di scrittura e di esecuzione, tra le quali Daniele e Riccardo Sinigallia, Cecilia Dazzi; spiccano inoltre i duetti con Max Gazzè in Vento d'estate, e con Frankie hi-nrg mc in Immobile. L'album contiene anche il pezzo Il male minore, terzo singolo estratto, cover di Barely breathing del cantautore americano Duncan Sheik.
L'album è stato premiato con il Disco d'oro.

## Tracce
1. Lasciarsi un giorno a Roma – 4:38
2. Vento d'estate (con Max Gazzè) – 3:48
3. Il sole è blu – 5:08
4. Il male minore – 4:09
5. Monologhi paralleli – 4:19
6. Immobile (con Frankie hi-nrg mc) – 3:47
7. Perché mi odi – 3:39
8. Assenza di gioia – 4:15
9. C'è qualcosa in te che io mi ero perso – 3:58
10. Sangue del mio sangue – 3:33